# Euscorpius beroni
Euscorpius beroni (лат.) — вид скорпионов из семейства Euscorpiidae. Эндемик северной Албании. Обнаружен в горных ландшафтах на высотах от 1400 до 2400 м. Светлоокрашенные скорпионы размером около 3 см (светло-коричневое тело с буроватыми ногами, несущими более тёмные пятна). Таксон принадлежит к видовому комплексу «E. mingrelicus species complex», в котором наиболее близок к виду Euscorpius gamma Caporiacco, 1950. Вид был описан в 2000 году арахнологом Виктором Фетом (Marshall University, Huntington, Западная Вирджиния, США) и назван в честь Петара Берона (Petar Beron).